# Naho Mizuki
Naho Mizuki (ur. 8 października 1975 w Inuyamie) – japońska snowboardzistka. Nie startowała na igrzyskach olimpijskich ani na mistrzostwach świata. Najlepsze wyniki w Pucharze Świata osiągnęła w sezonie 2005/2006, kiedy to była 28 w klasyfikacji generalnej, a w klasyfikacji halfpipe’a była siódma.

## Sukcesy

### Puchar Świata

#### Miejsca w klasyfikacji generalnej
- 2003/2004 - -
- 2004/2005 - -
- 2005/2006 - 28.
- 2006/2007 - 73.

#### Miejsca na podium
1. Whistler – 10 grudnia 2005 (Halfpipe) - 2. miejsce